# Referéndum de Ruanda de 1961
En 1961 fue celebrado un referéndum sobre la monarquía en Ruanda, en conjunto con elecciones parlamentarias.
El resultado fue un "no" a ambas preguntas, por parte del 80% de los votantes, con una participación del 95%, sin embargo, el rey Kigeli aseguró que los resultados habían sido manipulados fraudulentamente.

## Forma del voto
En la papeleta se les dieron 2 preguntas, las cuales fueron:
1. ¿Usted desea mantener la institución del Mwami (monarquía) en Ruanda?
2. Si es así, ¿Desea que Kigeli V siga ejerciendo como Mwami (Rey) de Ruanda?